# Hrabstwo Adams (Iowa)

Piramida wieku hrabstwa

Hrabstwo Adams – hrabstwo położone w USA w stanie Iowa z siedzibą w mieście Corning. Założone 12 marca 1853 roku.

## Miasta
| - Carbon - Corning | - Lenox - Nodaway | - Prescott |

## Gminy
| - Carl - Colony - Douglas - Grant | - Jasper - Lincoln - Mercer - Nodaway | - Prescott - Quincy - Union - Washington |

## Drogi główne
- U.S. Highway 34
- Iowa Highway 25
- Iowa Highway 148

## Sąsiednie hrabstwa
- Hrabstwo Cass
- Hrabstwo Adair
- Hrabstwo Union
- Hrabstwo Taylor
- Hrabstwo Montgomery